# A8 (Italië)
De Autostrada A8 is een Italiaanse autosnelweg die samen met de A9 deel uitmaakt van de Autostrada dei Laghi. Deze snelweg vormt de verbinding tussen de stad Varese en Milaan.